# Toon Bruins Slot
Antoon (Toon) Bruins Slot (Amsterdam, 1 januari 1913 – aldaar, 12 juli 1979) was een Nederlands voetballer en voetbaltrainer. Hij was de vader van trainer Tonny Bruins Slot.
Bruins Slot debuteerde op veertienjarige leeftijd in het eerste team van DWS waar zijn vader in allerlei functies actief was. Vanaf het seizoen 1930/31 werd hij basisspeler bij DWS. Met zijn club won hij driemaal de afdelingstitel. Bij zijn afscheid als speler in 1946 werd hij benoemd tot erelid van DWS. Bruins Slot trainde van 1946 tot 1948 RKVV Velsen en werd toen trainer van DWS. Met uitzondering van 1953 tot 1955 toen hij HFC trainde, was hij tot 1958 hoofdtrainer van DWS. Hierna trainde hij tot 1963 KFC in de Eerste divisie. Hij stopte bij KFC vanwege hartklachten. In maart 1965 volgde hij tot het einde van het seizoen Piet de Wolf op als trainer van FC Zaanstreek. Eind december 1968 werd hij technisch-directeur bij AZ '67. Medio 1969 eindigde zijn dienstverband bij AZ.